# 埃里克·梅尔宾
埃里克·梅尔宾（瑞典語：Erik Mellbin，1901年6月30日—1955年10月30日），瑞典前男子帆船运动员。他曾代表瑞典参加1920年夏季奥林匹克运动会帆船比赛，获得40平方米级银牌。